# Strobilanthes

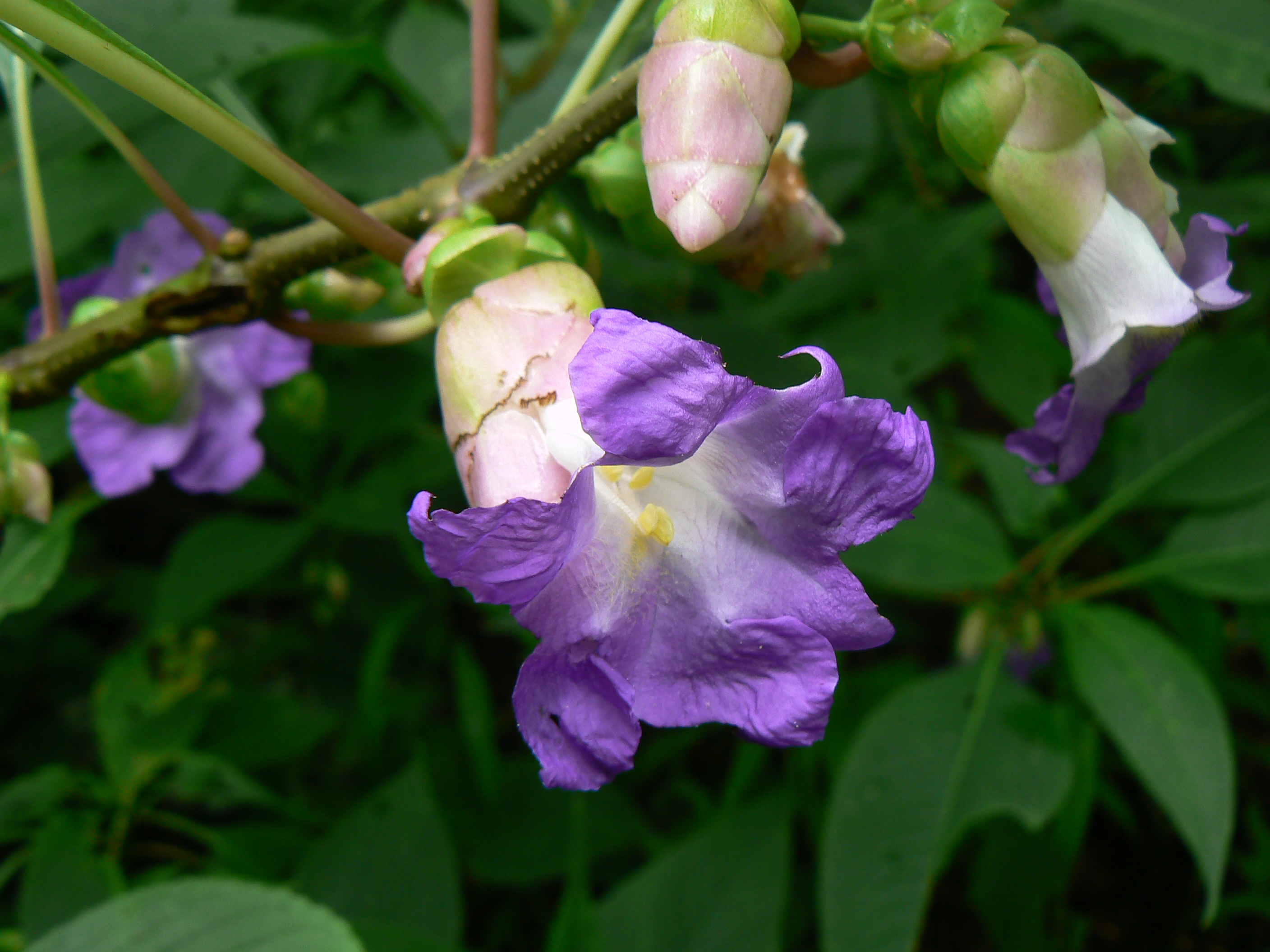
Strobilanthes callosa

Strobilanthes – rodzaj roślin należących do rodziny akantowatych (Acanthaceae). Obejmuje w zależności od ujęcia ok. 250 do ponad 400 gatunków (współcześnie zalicza się tu szereg dawniej wyodrębnianych rodzajów takich jak: Aechmanthera, Hemigraphis, Stenosiphonium). Występują one w strefie tropikalnej i subtropikalnej z centrum zróżnicowania w Azji Południowo-Wschodniej, na obszarze od Indii (60 gatunków rośnie tylko w południowej części tego kraju) po Japonię i Jawę. W Chinach występuje 128 gatunków. Rośliny te rosną najczęściej na dnie lasów, gdzie rozwijają zwykle jesienią swoje efektowne kwiaty. Spotykane także w formacjach zaroślowych i trawiastych. Wiele gatunków jest uprawianych jako rośliny ozdobne, zwłaszcza jako okrywowe (przedstawiciele dawniej wyróżnianego rodzaju Hemigraphis), wykorzystywane są jako rośliny lecznicze i dostarczające barwników.

## Morfologia

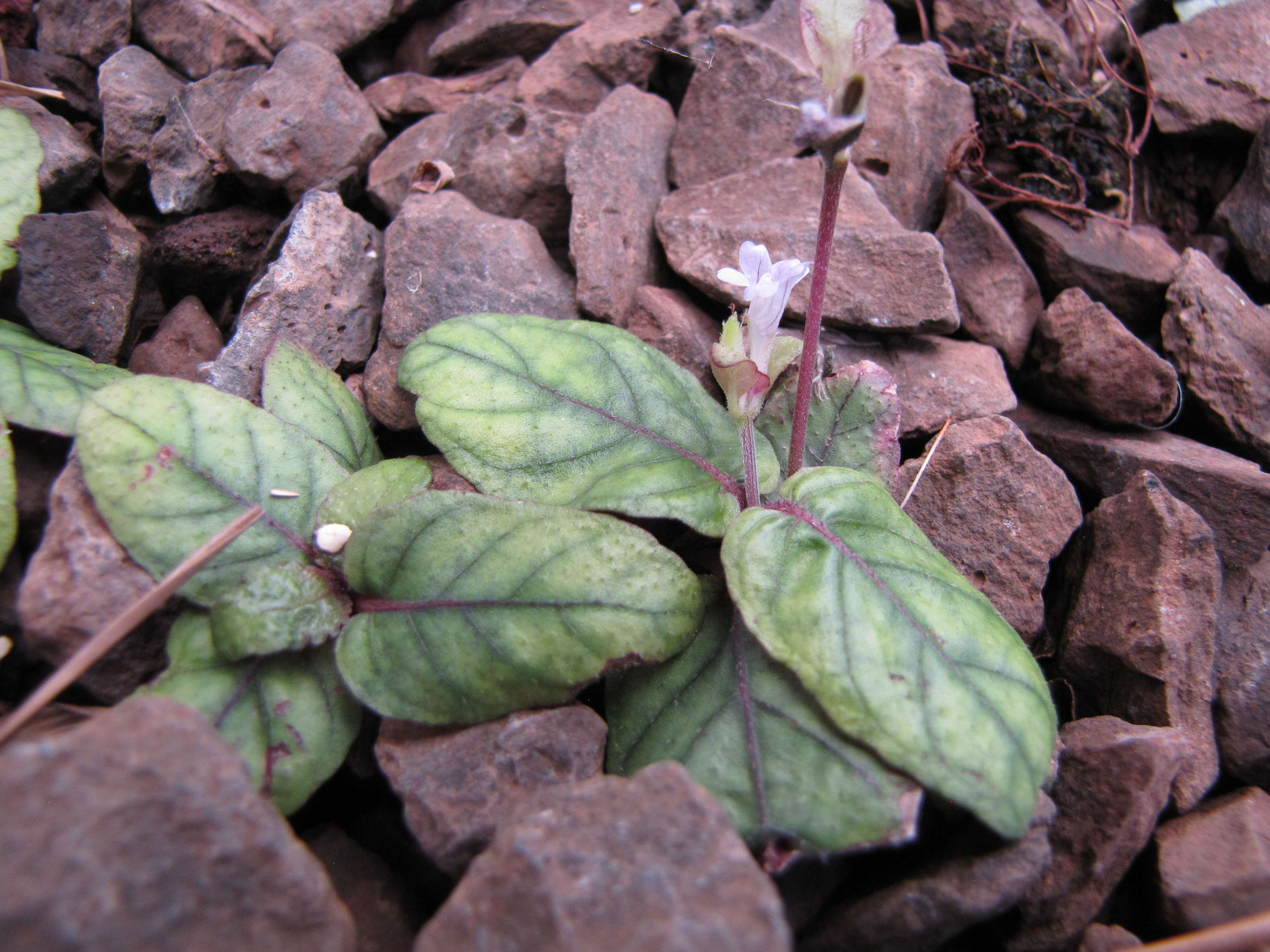
Strobilanthes reptans

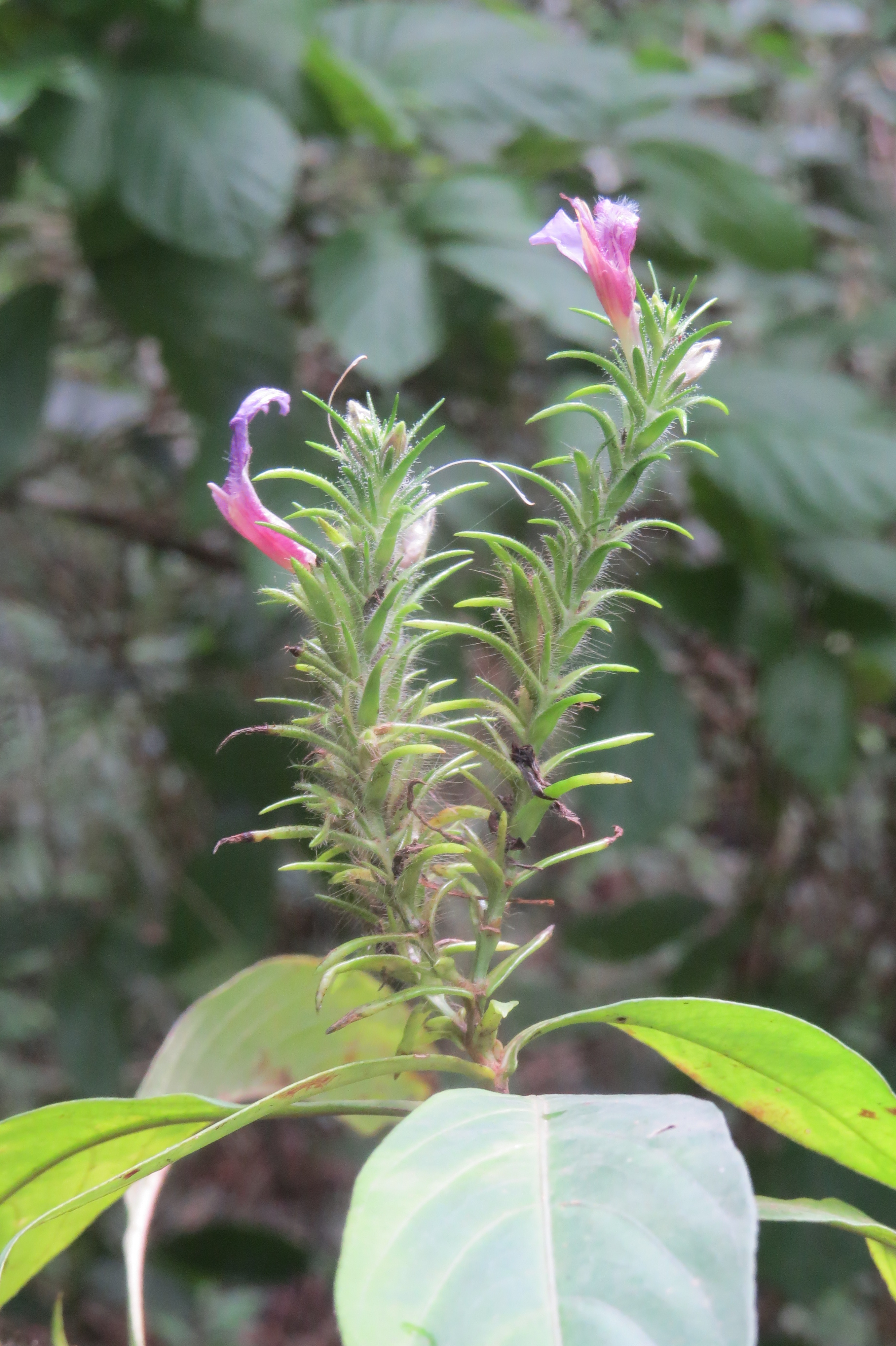
Strobilanthes integrifolius

PokrójByliny i półkrzewy zwykle do 2 m wysokości, ale np. S. sexennis do 8 m.
LiścieNaprzeciwległe, zwykle ząbkowane, czasem srebrzyste z wierzchu.
KwiatyZebrane w kłosopodobne kwiatostany szczytowe lub wyrastające w kątach liści. Kwiaty wsparte są wąskimi przysadkami. Kielich tworzony jest przez cztery lub pięć działek, zrośniętych tylko u nasady. Płatki są zrośnięte w długą i wygiętą rurkę zakończoną 5 mniej więcej równymi łatkami. Korona ma barwę fioletową, niebieską, żółtą lub białą. Pręciki dwa lub cztery, z czego dwa wykształcone jako prątniczki. Zalążnia górna, dwukomorowa, z dwoma zalążkami w każdej z komór. Szyjka słupka pojedyncza z asymetrycznie dwudzielnym znamieniem.
OwoceTorebki zwykle z czterema nasionami.

## Systematyka
Rodzaj z plemienia Strobilanthinae z podrodziny Acanthoideae w obrębie rodziny akantowatych Acanthaceae.
Wykaz gatunków
Wykaz według The Plant List obejmuje tylko gatunki o nazwach zweryfikowanych i zaakceptowanych:

- Strobilanthes abbreviata Y.F. Deng & J.R.I. Wood
- Strobilanthes adpressa J.R.I. Wood
- Strobilanthes affinis (Griff.) Terao ex J.R.I. Wood & J.R. Benn.
- Strobilanthes alatiramosa H.S. Lo & D. Fang
- Strobilanthes anamiticus Kuntze
- Strobilanthes apoensis (Elmer) Merr.
- Strobilanthes aprica (Hance) T. Anderson
- Strobilanthes argentea J.B. Imlay
- Strobilanthes atropurpureu s Nees
- Strobilanthes atroviridis Y.F. Deng & J.R.I. Wood
- Strobilanthes auriculatus Nees
- Strobilanthes austrosinens is Y.F. Deng & J.R.I. Wood
- Strobilanthes bantonensis Lindau
- Strobilanthes barisanensis  (Bremek.) J.R.I.Wood
- Strobilanthes bilabiata J.R.I.Wood
- Strobilanthes biocullata Y.F. Deng & J.R.I. Wood
- Strobilanthes bipartita Terao ex J.R.I. Wood
- Strobilanthes borii J.R.I.Wood
- Strobilanthes botryantha D. Fang & H.S. Lo
- Strobilanthes breviceps Benoist
- Strobilanthes brunnescens Benoist
- Strobilanthes capitata (Nees) T. Anderson
- Strobilanthes celebica (Bremek.) J.R.I.Wood
- Strobilanthes chinensis (Nees) J.R.I.Wood & Y.F.Deng
- Strobilanthes chrysodelta J.R.I.Wood
- Strobilanthes cognata Benoist
- Strobilanthes compacta D. Fang & H.S. Lo
- Strobilanthes congesta Terao
- Strobilanthes cruciata (Bremek.) Terao
- Strobilanthes cumingiana (Nees) Y.F. Deng & J.R.I. Wood
- Strobilanthes cuneata (Shakya) J.R.I. Wood
- Strobilanthes cuneifolia Benoist
- Strobilanthes curviflora Benoist
- Strobilanthes cusia (Nees) Kuntze
- Strobilanthes cyclus C.B. Clarke ex W.W. Sm.
- Strobilanthes cyphantha Diels
- Strobilanthes cystolithige ra Lindau
- Strobilanthes dalhousieanu s (Nees) C.B. Clarke
- Strobilanthes dalzielii (W.W. Sm.) Benoist
- Strobilanthes dimorphotric ha Hance
- Strobilanthes dimorphotric ha subsp. rex (C.B. Clarke) J.R.I. Wood
- Strobilanthes discolor (Nees) T. Anderson
- Strobilanthes disparifolia  J.R.I.Wood
- Strobilanthes dryadum Benoist
- Strobilanthes echinata Nees
- Strobilanthes esquirolii H. Lév.
- Strobilanthes euantha J.R.I. Wood
- Strobilanthes extensa (Nees) Nees
- Strobilanthes fengiana Y.F. Deng & J.R.I. Wood
- Strobilanthes ferruginea D. Fang & H.S. Lo
- Strobilanthes fimbriata Nees
- Strobilanthes flexa Benoist
- Strobilanthes flexicaulis Hayata
- Strobilanthes fluviatilis (C.B. Clarke ex W.W. Sm.) Moylan & Y.F. Deng
- Strobilanthes formosanus S. Moore
- Strobilanthes forrestii Diels
- Strobilanthes fragrans J.R.I.Wood
- Strobilanthes fulvihispida  D. Fang & H.S. Lo
- Strobilanthes fusca J.R.I.Wood
- Strobilanthes gigantodes Lindau
- Strobilanthes glandibracte ata D. Fang & H.S. Lo
- Strobilanthes glomerata (Nees) T. Anderson
- Strobilanthes glutinosus Nees
- Strobilanthes guangxiensis  S.Z. Huang
- Strobilanthes hamiltoniana  (Steud.) Bosser & Heine
- Strobilanthes helicta T. Anderson
- Strobilanthes henryi Hemsl.
- Strobilanthes heteroclita D. Fang & H.S. Lo
- Strobilanthes hossei C.B. Clarke
- Strobilanthes humblotii Benoist
- Strobilanthes hupehensis W.W. Sm.
- Strobilanthes inflata T. Anderson
- Strobilanthes japonica (Thunb.) Miq.
- Strobilanthes jugorum Benoist
- Strobilanthes kingdonii J.R.I. Wood
- Strobilanthes kjellbergii J.R.I.Wood
- Strobilanthes labordei H. Lév.
- Strobilanthes lachenensis C.B. Clarke
- Strobilanthes lamiifolia (Nees) T. Anderson
- Strobilanthes lamium C.B. Clarke ex W.W. Sm.
- Strobilanthes lanyuensis Seok, C.F. Hsieh & J. Murata
- Strobilanthes larium Hand.-Mazz.
- Strobilanthes latisepalus Hemsl.
- Strobilanthes lihengiae Y.F. Deng & J.R.I. Wood
- Strobilanthes longespicatu s Hayata
- Strobilanthes longgangensi s D. Fang & H.S. Lo
- Strobilanthes longiflora Benoist
- Strobilanthes longipeduncu lata Terao ex J.R.I.Wood
- Strobilanthes longispica (H.B. Cui) J.R.I. Wood & Y.F. Deng
- Strobilanthes longistamine a J.R.I.Wood
- Strobilanthes longzhouensi s H.S. Lo & D. Fang
- Strobilanthes mastersii T. Anderson
- Strobilanthes mediocris Benoist
- Strobilanthes medogensis (H.W. Li) J.R.I. Wood & Y.F. Deng
- Strobilanthes mogokensis Lace
- Strobilanthes mucronato-pr oducta Lindau
- Strobilanthes multidens C.B. Clarke
- Strobilanthes muratae J.R.I.Wood
- Strobilanthes myriostachya  D. Fang & H.S. Lo
- Strobilanthes myura Benoist
- Strobilanthes nemorosa Benoist
- Strobilanthes ningmingensi s D. Fang & H.S. Lo
- Strobilanthes nobilis C.B. Clarke
- Strobilanthes oliganthus Miq.
- Strobilanthes oligocephala  T. Anderson ex C.B. Clarke
- Strobilanthes oresbius W.W. Sm.
- Strobilanthes orientalis J.R.I.Wood
- Strobilanthes ovata Y.F. Deng & J.R.I. Wood
- Strobilanthes ovatibractea ta H.S. Lo & D. Fang
- Strobilanthes oxycalycina J.R.I. Wood
- Strobilanthes parvifolia J.R.I.Wood
- Strobilanthes pateriformis  Lindau
- Strobilanthes penstemonoid es (Nees) T. Anderson
- Strobilanthes perrieri Benoist
- Strobilanthes persicifolia  (Lindl.) J.R.I.Wood
- Strobilanthes pinetorum W.W. Sm.
- Strobilanthes pinnatifidus  C.Z. Zheng
- Strobilanthes polyneuros C.B. Clarke ex W.W. Sm.
- Strobilanthes pothigaiensi s Gopalan & Chithra
- Strobilanthes procumbens Y.F. Deng & J.R.I. Wood
- Strobilanthes pseudocollin a K.J. He & D.H. Qin
- Strobilanthes pteroclada Benoist
- Strobilanthes pterygorrhac his C.B. Clarke
- Strobilanthes pusilla J.R.I.Wood
- Strobilanthes quadrifaria (Wall. ex Nees) Y.F. Deng
- Strobilanthes ramiflora Benoist
- Strobilanthes ramulosa J.R.I.Wood
- Strobilanthes rankanensis Hayata
- Strobilanthes refracta D. Fang, Y.G. Wei & J. Murata
- Strobilanthes reptans (G. Forst.) Moylan ex Y.F. Deng & J.R.I. Wood
- Strobilanthes retusa D. Fang
- Strobilanthes rhombifolia C.B. Clarke
- Strobilanthes rostrata Y.F. Deng & J.R.I. Wood
- Strobilanthes rubescens T. Anderson
- Strobilanthes sarcorrhiza (C. Ling) C.Z. Zheng ex Y.F. Deng & N.H. Xia
- Strobilanthes schomburgkii  (Craib) J.R.I.Wood
- Strobilanthes secunda T. Anderson
- Strobilanthes serrata J.B. Imlay
- Strobilanthes simonsii T.Anderson
- Strobilanthes speciosa Blume
- Strobilanthes spiciformis Y.F. Deng & J.R.I. Wood
- Strobilanthes stolonifera Benoist
- Strobilanthes strigosa D. Fang & H.S. Lo
- Strobilanthes sulawesiana J.R.I.Wood
- Strobilanthes szechuanica (Batalin) J.R.I. Wood & Y.F. Deng
- Strobilanthes tamburensis C.B. Clarke
- Strobilanthes tanakae J.R.I.Wood
- Strobilanthes taoana Y.F. Deng & J.R.I. Wood
- Strobilanthes tenax Dunn
- Strobilanthes tenuiflora J.R.I. Wood
- Strobilanthes tetraspermus  (Champ. ex Benth.) Druce
- Strobilanthes thomsonii T. Anderson
- Strobilanthes tibetica J.R.I. Wood
- Strobilanthes tomentosa (Nees) J.R.I.Wood
- Strobilanthes tonkinensis Lindau
- Strobilanthes torrentium Benoist
- Strobilanthes trichantha J.R.I.Wood
- Strobilanthes truncata D. Fang & H.S. Lo
- Strobilanthes tubiflos (C.B. Clarke) J.R.I. Wood
- Strobilanthes urophylla Nees
- Strobilanthes urticifolia Wall. ex Kuntze
- Strobilanthes vallicola Y.F. Deng & J.R.I. Wood
- Strobilanthes versicolor Diels
- Strobilanthes wallichii Nees
- Strobilanthes wangiana Y.F. Deng & J.R.I. Wood
- Strobilanthes wardiana J.R.I.Wood
- Strobilanthes wilsonii J.R.I. Wood & Y.F. Deng
- Strobilanthes yunnanensis Diels